# RetrOpatija
RetrOpatija glazbena je manifestacija koja se godišnje održava u Opatiji. Ovaj retro festival predstavlja glazbene stilove i estetiku 20. stoljeća kroz trodnevni program zabavnih sadržaja.
Manifestacija funkcionira kao „glazbeni vremeplov” koji spaja raznolike stilove prošlog stoljeća - od swinga i rockabillyja do rocka, jazz improvizacija i električnih disco ritmova.
Festival okuplja širok spektar sudionika: glazbenike, plesače, žonglere, ulične svirače i dr. Vizualnu atrakciju dopunjuju stari Vespa i Tomos modeli i raznovrsni oldtimeri.
RetrOpatija se tradicionalno održava četiri dana krajem lipnja. Manifestacija koristi različite gradske lokacije - od Ljetne pozornice kao glavnog središta do opatijske luke, Slatine, parka Angiolina i Ville Angiolina.
Retro atmosfera proširuje se i u opatijske muzejske prostore - tradicionalno se otvaraju prigodne izložbe.
Gastronomska ponuda prati retro ugođaj - lokalni ugostitelji i hotelijeri pripremaju jelovnike inspirirane prošlim desetljećima, uz vina, koktele i slastice. 
Retro sajam na Slatini dostupan je sva tri festivalska dana s raznovrsnom ponudom.